# Mike Manning
Michael Christopher "Mike" Manning, även skriven som Mike C. Manning, född 12 april 1987 i Fort Lauderdale i Florida (uppvuxen i Thornton i Colorado), är en amerikansk skådespelare, producent, TV-personlighet och aktivist. Han blev som 22-åring år 2009 känd för sin medverkan i MTV-serien The Real World, där själva medverkandet var i den tjugotredje säsongen D.C.. Han har efter detta bland annat medverkat i ett x antal filmer och TV-serier, såsom Cloud 9, Hawaii Five-0, Teen Wolf, The Call, Son of the South och Våra bästa år.

## Filmografi (i urval)

### TV-serier
- 2022 – This Is Us (TV-serie)
- 2020–2022 – Våra bästa år (TV-serie)
- 2017 – Teen Wolf (TV-serie)
- 2016 – Major Crimes (TV-serie)
- 2013 – Hawaii Five-0 (TV-serie)
- 2012 – Crash & Bernstein (TV-serie)
- 2009–2010 – The Real World: D.C. (TV-serie)

### Filmer
- 2023 – Scrambled
- 2022 – Babylon
- 2020 – The Call
- 2020 – Son of the South
- 2018 – Delirium
- 2017 – M.F.A
- 2014 – Cloud 9
- 2011 – eCupid